# Teorema de Tales

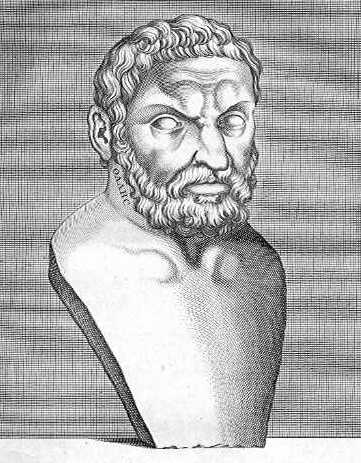
Tales de Mileto

Existen dos teoremas relacionados con la geometría clásica que reciben el nombre de teorema de Tales, ambos atribuidos al matemático griego Tales de Mileto en el siglo VI a. C.

## Los dos teoremas de Tales

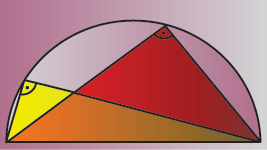
Semicírculo que ilustra el segundo teorema de Tales

El primero de ellos explica esencialmente una forma de construir un triángulo semejante a partir de uno previamente existente («los triángulos semejantes son los que tienen ángulos congruentes, deriva en que sus lados homólogos sean proporcionales y viceversa»).
Mientras que el segundo desentraña una propiedad esencial de los circuncentros de todos los triángulos rectángulos («encontrándose estos en el punto medio de su hipotenusa»), a su vez en la construcción geométrica es ampliamente utilizado para imponer condiciones de construcción de ángulos rectos.
Si diversas rectas paralelas son intersecadas por dos transversales, los segmentos determinados por las paralelas y correspondientes entre transversales, son proporcionales.

## Primer teorema

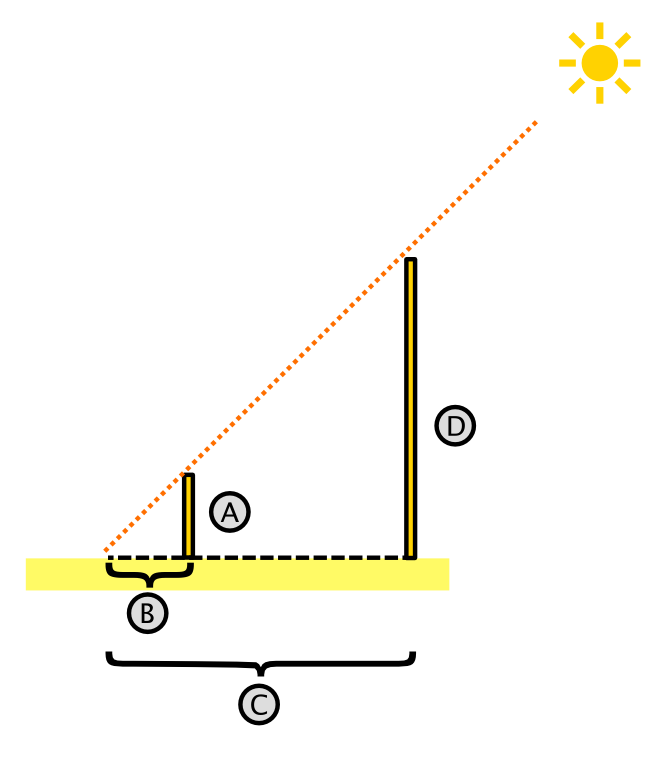
Una aplicación del teorema de Tales

Como definición previa al enunciado del teorema, es necesario establecer que dos triángulos son semejantes si tienen los ángulos correspondientes iguales o si sus lados son proporcionales entre sí. El primer teorema de Tales recoge uno de los resultados más básicos de la geometría, a saber, que:
| Teorema primero Si en un triángulo se traza una línea paralela a cualquiera de sus lados, se obtiene un triángulo que es semejante al triángulo dado. |

### Aplicación
Del establecimiento de la existencia de una relación de semejanza entre ambos triángulos se deduce la necesaria proporcionalidad entre sus lados. Eso significa que la razón entre la longitud de dos de ellos en un triángulo se mantiene constante en el otro.
Por ejemplo, en la figura se observan dos triángulos que, en virtud del teorema de Tales, son semejantes. Entonces, del mismo se deduce a modo de corolario que el cociente entre los lados A y B del triángulo pequeño es el mismo que el cociente entre los lados D y C en el triángulo grande. Esto es, que como por el teorema de Tales ambos triángulos son semejantes, se cumple que:
{\displaystyle {\frac {A}{B}}={\frac {D}{C}}\,}
Este corolario es la base de la geometría descriptiva. Su utilidad es evidente; según Heródoto, el propio Tales empleó el corolario de su teorema para medir la altura de la pirámide de Keops en Egipto. En cualquier caso, el teorema demuestra la semejanza entre dos triángulos, no la constancia del cociente.
Del primer teorema de Tales se deduce además lo siguiente (realmente es otra variante de dicho teorema, y, a su vez, consecuencia del mismo): Si las rectas A, B, C son paralelas y cortan a otras dos rectas R y S, entonces los segmentos que determinan en ellas son proporcionales.

## Segundo teorema

Fig 2.1 Ilustración del enunciado del segundo teorema de Tales de Mileto

El segundo teorema de Tales de Mileto es un teorema de geometría particularmente enfocado a los triángulos rectángulos, las circunferencias y los ángulos inscritos, consiste en el siguiente enunciado:
| Teorema segundo Sea B un punto de la circunferencia de diámetro AC y centro "O", distinto de A y de C. Entonces, el triángulo ABC es un triángulo rectángulo donde <ABC = 90°. |

Este teorema (véase fig. 2.1 y 2.2), es un caso particular de una propiedad de los puntos cocíclicos y de la aplicación de los ángulos inscritos dentro de una circunferencia.

### Demostración
En la circunferencia de centro O y radio r (véase fig 2.3), los segmentos
OA, OB y OC
son iguales por ser todos radios de la misma circunferencia.
Por lo tanto, los triángulos AOB y BOC son isósceles.
La suma de los ángulos del triángulo ABC es:
{\displaystyle \alpha +\beta +\alpha +\beta \,=\,180^{\circ }}
{\displaystyle 2(\alpha +\beta )\,=\,180^{\circ }}
Dividiendo ambos miembros de la ecuación anterior entre dos, se obtiene:
{\displaystyle \alpha +\beta \,=\,90^{\circ }}
Con la expresión anterior el segundo teorema queda demostrado.

### Corolarios
| (Corolario 1) «En todo triángulo rectángulo la longitud de la mediana correspondiente a la hipotenusa es siempre la mitad de la misma». |

Ya que aplicando el teorema anterior, se sabe que para cualquier posición que adopte el vértice B vale la igualdad, OA = OB = OC = r, donde OB es la mediana de la hipotenusa, (véase fig. 2.3).
| (Corolario 2) La circunferencia circunscrita a todo triángulo rectángulo siempre tiene radio igual a la mitad de la hipotenusa y su circuncentro se ubicará en el punto medio de la misma». |

El corolario 2 también surge de aplicar el teorema anterior, para una comprensión intuitiva basta observar la  fig 2.2 '

## Aplicación del segundo teorema

Construcción de tangentes (líneas rojas) a una circunferencia k desde un punto P, utilizando el «segundo teorema de Tales»

El «segundo teorema» (de Tales de Mileto) puede ser aplicado para trazar las tangentes a una circunferencia k dada, que además pasen por un punto P conocido y externo a la misma (véase figura).
Se supondrá que una tangente cualquiera t (por ahora desconocida) toca a la circunferencia k en un punto T (también desconocido por ahora). Se sabe por simetría que cualquier radio r de la circunferencia k es perpendicular a la tangente del punto T que dicho radio define en la misma, por lo que se concluye que ángulo OTP es necesariamente recto.
Lo anterior implica que el triángulo OTP es rectángulo. Recordando el «corolario 2 del teorema segundo de Tales» podemos deducir que entonces el triángulo OTP es inscribible en una circunferencia de radio ½ de la hipotenusa OP del mismo.
Entonces, marcando el punto H como punto medio de la hipotenusa OP y haciendo centro en el mismo, podemos dibujar una segunda circunferencia auxiliar (gris en la figura) que será la que circunscribe al triángulo OTP.
Esta última circunferencia trazada se intersecará con la circunferencia k en dos puntos T y T', estos son justamente los puntos de tangencia de las dos rectas que son simultáneamente tangentes a k y además pasan por el punto P, ahora ya conocidos los puntos T y T' solo basta trazar las rectas TP y T'P (rojas en la figura) para tener resuelto el problema.

## Leyenda
Según la leyenda relatada por Plinio el Viejo en su Historia Natural, Tales consiguió medir la Pirámide de Keops en el momento del día en que un objeto mide lo mismo que su propia sombra.
Posteriormente Plutarco, en sus Moralia, enriqueció la leyenda, relatando que en una cena ficticia a Tales se le elogia diciendo: «…con tu método de medir la pirámide, porque, sin hacer ruido ni necesitar ningún instrumento, simplemente colocas una vara en posición vertical en el borde de la sombra que proyectaba la pirámide, y, siendo iguales los dos triángulos formados por el corte con de los rayos del sol, demostraste que la altura de la pirámide mantenía la misma relación con la longitud del palo que la sombra con el otro…».
La leyenda se ha ido enriqueciendo en detalles con el tiempo; siendo una de las versiones actuales que Tales de Mileto, en un viaje a Egipto, visitó las pirámides de Guiza (las de Keops, Kefren y Micerino), construidas varios siglos antes. Admirado ante tan portentosos monumentos de esta civilización, quiso saber su altura. De acuerdo a la leyenda, trató este problema con semejanza de triángulos (y bajo la suposición de que los rayos solares incidentes eran paralelos), pudo establecer una relación de semejanza (teorema primero de Tales) entre dos triángulos rectángulos, por un lado el que tiene por catetos (C y D) a la longitud de la sombra de la pirámide (conocible) y la longitud de su altura (desconocida), y, por otro lado, valiéndose de una vara (clavada en el suelo de modo perfectamente vertical) cuyos catetos conocibles (A y B) son, la longitud de la vara y la longitud de su sombra. Realizando las mediciones en una hora del día en que la sombra de la vara sea perpendicular a la base de la cara desde la cual medía la sombra de la pirámide y agregando a su sombra la mitad de la longitud de una de las caras, obtenía la longitud total C de la sombra de la pirámide hasta el centro de la misma.
Como en triángulos semejantes, se cumple que {\displaystyle {\frac {A}{B}}={\frac {D}{C}}}, por lo tanto, la altura de la pirámide es {\displaystyle D={\frac {AC}{B}}}, con lo cual resolvió el problema.